# Margot Marsman
Margot Marsman (Haarlem, 9 febbraio 1932 – 5 settembre 2018) è stata una nuotatrice olandese, specializzata nello stile libero.

## Palmarès

### Olimpiadi
- Bronzo a Londra 1948 nella staffetta 4x100 metri stile libero.

### Europei
- Argento a Monte Carlo 1947 nella staffetta 4x100 metri stile libero.